# Pa Pandir
Pa Pandir is een volksverhaal uit Indonesië.

## Het verhaal
Pa Pandir is van arme komaf, hij is getrouwd met Moeder Andeh. Hij moet zout halen voor het begrafenismaal en verstopt dit in een holle bamboestok en stopt deze in de rivier. Als Moeder Andeh bevalt van een zoon, moet Pa Pandir vis vangen. Als aas moet hij een belalang roesa nemen, maar Pa Pandir verstaat belakang roesa. Met moeite gebruikt hij de rug van een hert in plaats van de sprinkhaan en gooit het als aas in het water.
Moeder Andeh laat Pa Pandir op het kind passen en hij stopt het in een ketel kokend water, omdat hem uitgelegd is om warm water te gebruiken. Het lijfje wordt in een visnet gewikkeld om naar het kerkhof te brengen, maar het kind valt er uit. Het visnet wordt begraven en op de terugweg ziet de vader het lijk van zijn kind. Moeder Andeh laat Pa Pandir een buffel kopen voor het begrafenismaal. Ze legt uit dat het dier gras eet, waarna Pa Pandir een sikkel koopt en aan een boom bindt.
Pa Pandir moet de hadjis (bedevaartgangers naar Mekka) en de lebyes (mensen die godsdienstige verplichtingen getrouw nakomen) uitnodigen. Hij moet letten op mensen met witte kappen en lange baarden. Pa Pandir komt thuis met een witkopmus en een geit. Moeder Andeh laat haar man de sjeik uitnodigen, maar waarschuwt hem niet links te gaan om niet bij de reuzen terecht te komen. Pa Pandir vergist zich en neemt de mannelijke en vrouwelijke reus mee in plaats van de sjeik.
De reuzen eten en vragen Pa Pandir om hun kinderen ook te voeden. Pa Pandir stopt zoveel buffelbeenderen in hun mond, dat ze stikken en hij vlucht met zijn vrouw over de rivier. Moeder Andeh waarschuwt de reuzen over de diepte en ze gaan in kruiken zitten. De kruiken zinken en de reuzen verdrinken, waarna Pa Pandir en Moeder Andeh de schatten uit het hol van de reuzen halen. Na nog wat mislukkingen, mag Pa Pandir alleen nog vissen. Hij rookt de vissen en stopt ze in een zak, die hij in een boom bindt.
Pa Pandir is niet bang voor tijgers of geesten, maar wel voor een knorrend varken en de vogel Garoeda. Moeder Andeh knort als een varken en Pa Pandir vlucht, waarna Moeder Andeh de vissen mee naar huis neemt. Elke dag eten ze samen gehurkt en Pa Pandir vindt twee vissen te weinig. Moeder Andeh zegt dat de vissen op zijn, elke dag snijdt ze een stuk van haar eigen dij. Pa Pandir snijdt ook een stuk van zijn dij en het duurt lang voor hij genezen is.
Na een tijd smeert hij vogellijm op een boom en vangt zo vijfhonderd vogels. Hij bindt de vogels aan zijn lichaam, maar ze vliegen met hem de lucht in. Hij komt bij het paleis van de koning en ze denken daar dat hij een elf is. Hij krijgt de dochter van de koning als vrouw, maar ze merkt al snel dat Pa Pandir geen elf is. Domme, arme Pa Pandir wordt met schande weggejaagd, zo gaat dat altijd.

## Achtergronden bij het verhaal
- Het is een Maleis verhaal, waarvan verschillende Indonesische varianten bestaan; onder andere op Java, in de regio Sunda op West-Java, Madura, in de regio Aceh op Sumatra en op het eiland Soemba.
- Het verhaal bestaat uit een aaneenschakeling van grappen, die zich in de eerste plaats baseren op vergissingen die voortvloeien uit het verkeerd begrijpen van een opdracht.
- Deze versie komt uit Volksverhalen uit Oost-Indië van Dr. Jan de Vries, hij liet enkele grappen weg (Pa Pandir laat zijn vrouw een voorraad eten maken voor een reis van zeven dagen, maar blijft thuis en als hij op een ag geroosterde bananen met schil eet krijgt hij een koliek en sterft).